# Manoir de la Salamandre

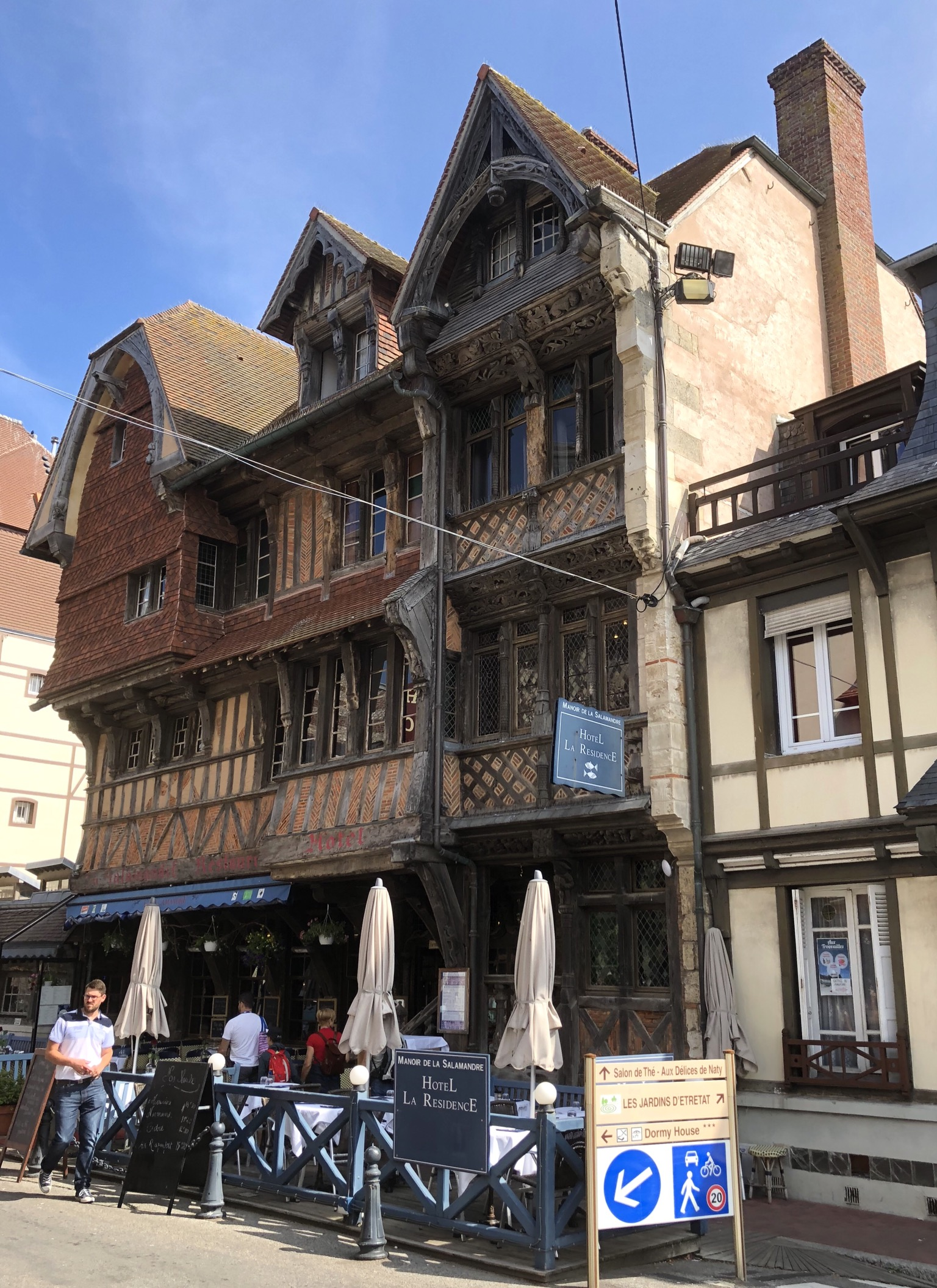
Manoir de la Salamandre (2019)

Manoir de la Salamandre ist ein Hotel im Seebad Étretat im französischen Département Seine-Maritime in der Normandie.

## Lage
Es befindet sich im Ortszentrum in Étretat auf der Nordostseite des Boulevard Président René Coty, etwa 100 Meter südöstlich des Strands, an der Adresse Boulevard Président René Coty 4.

## Geschichte und Architektur
Das dreigeschossige Fachwerkhaus entstand um die Wende zum 20. Jahrhundert, Architekt war Émile Mauge. Der Bau wurde vom Bauunternehmen Touzet de Fécamp ausgeführt. Gestalterisch lehnt sich das Haus an die mittelalterliche Fachwerkarchitektur an. Mauge nutzte für den Bau des Manoir de la Salamandre Gebäudeteile eines aus dem 15. Jahrhundert stammenden Hauses aus Lisieux.
Die Fassade des Hauses ist reich verziert, so finden sich diverse Skulpturen. Viele von ihnen wurden vom Tischler Rabot geschaffen. Der figürliche Schmuck beschäftigt sich insbesondere mit dem Thema Alchemie. Namensgebend ist die Darstellung eines Salamanders, der dem Feuer widerstehen können soll.
Das Hotel verfügt heute über 15 Zimmer.